# Bloc gnomonique

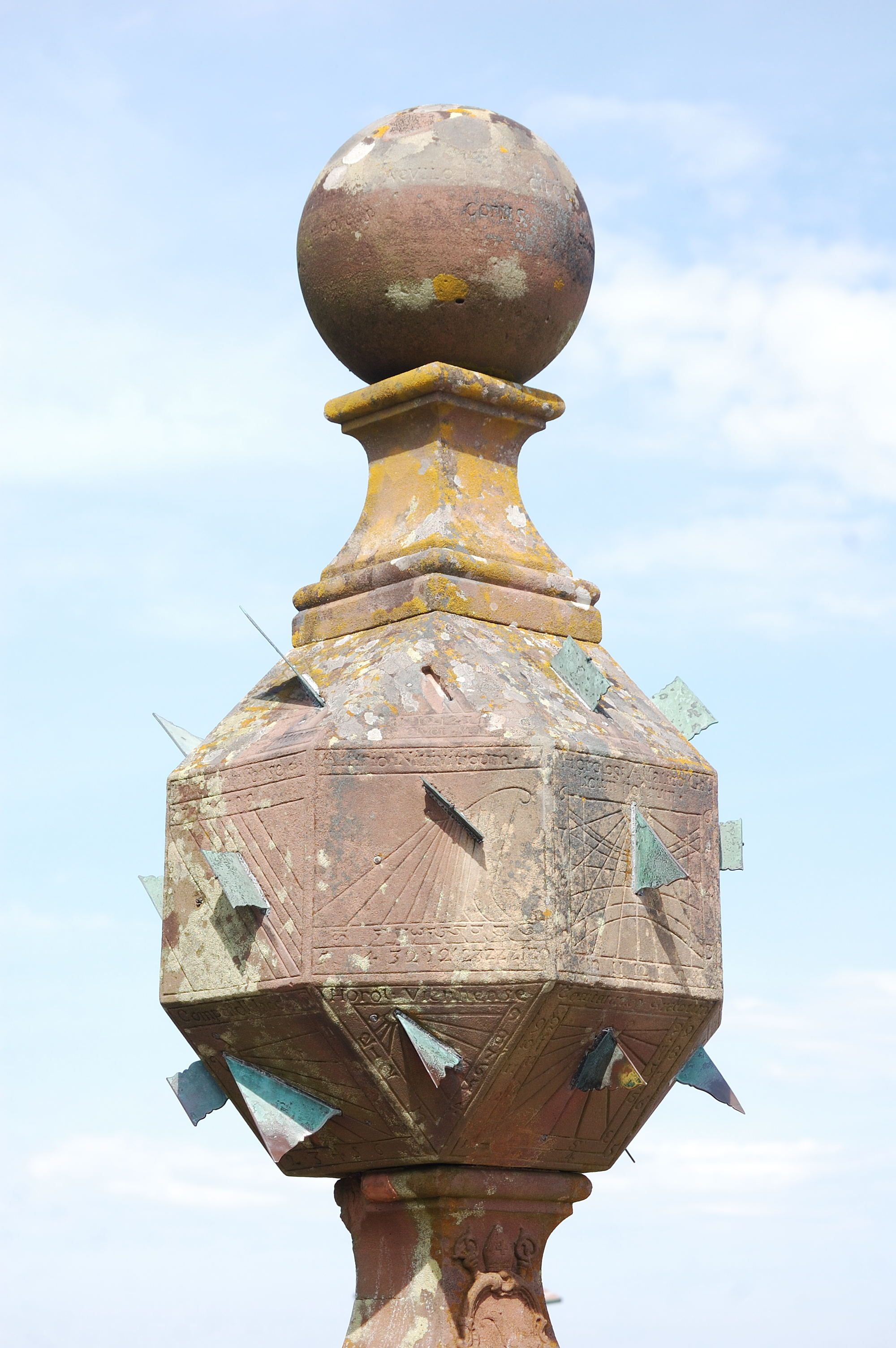
Le cadran solaire du mont Sainte-Odile, un petit rhombicuboctaèdre réunissant 24 cadrans solaires.

Un bloc gnomonique ou cadran multiple est un objet présentant plusieurs cadrans solaires.

## Caractéristiques
Un bloc gnomonique est, de façon générale, une sculpture comportant plus d'un cadran solaire, le plus souvent des cadrans polyédriques constitués de polyèdres réguliers intégrés dans la structure, un cadran solaire pouvant être réalisé sur chacune des faces. Par exemple, pour un cube correctement orienté, il est possible de tracer cinq cadrans solaires : un cadran oriental, méridional, occidental et septentrional sur les côtés, et un cadran horizontal sur le dessus. Dans certains cas, les cadrans peuvent être formés par des creux dans l'objet, comme un creux cylindrique aligné avec l'axe de la Terre (dans ce cas, les bords jouent le rôle du style) ou un creux sphérique. En combinant les cadrans, des blocs gnomoniques extrêmement ornés peuvent être créés. Dans certains cas, ils sont suffisamment petits pour être installés sur un bureau ; dans d'autres, ils forment de véritables monuments.
Certains blocs gnomoniques ont l'avantage de recevoir de la lumière à différentes heures de la journée. Il est possible de les construire afin qu'ils donnent l'heure dans plusieurs fuseaux horaires.

## Historique

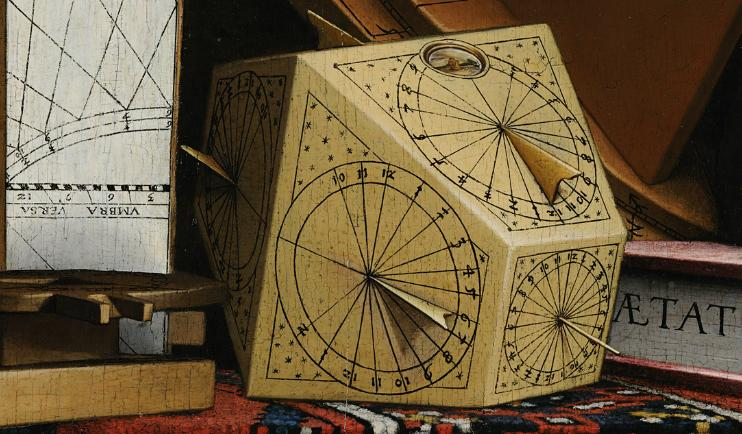
Détail du tableau Les Ambassadeurs de Hans Holbein le Jeune (1533) illustrant un bloc gnomonique.

En Europe, la réalisation de blocs gnomoniques débute aux XVe et XVIe siècles, avec des exemples d'Albrecht Dürer, Oronce Fine, Nicolas Kratzer ou Athanasius Kircher. Ils participent à la vogue des cabinets de curiosités.
Au XVIIe siècle, ces cadrans solaires deviennent plus importants et deviennent des éléments d'ornementation des jardins.

## Exemples
- En France :

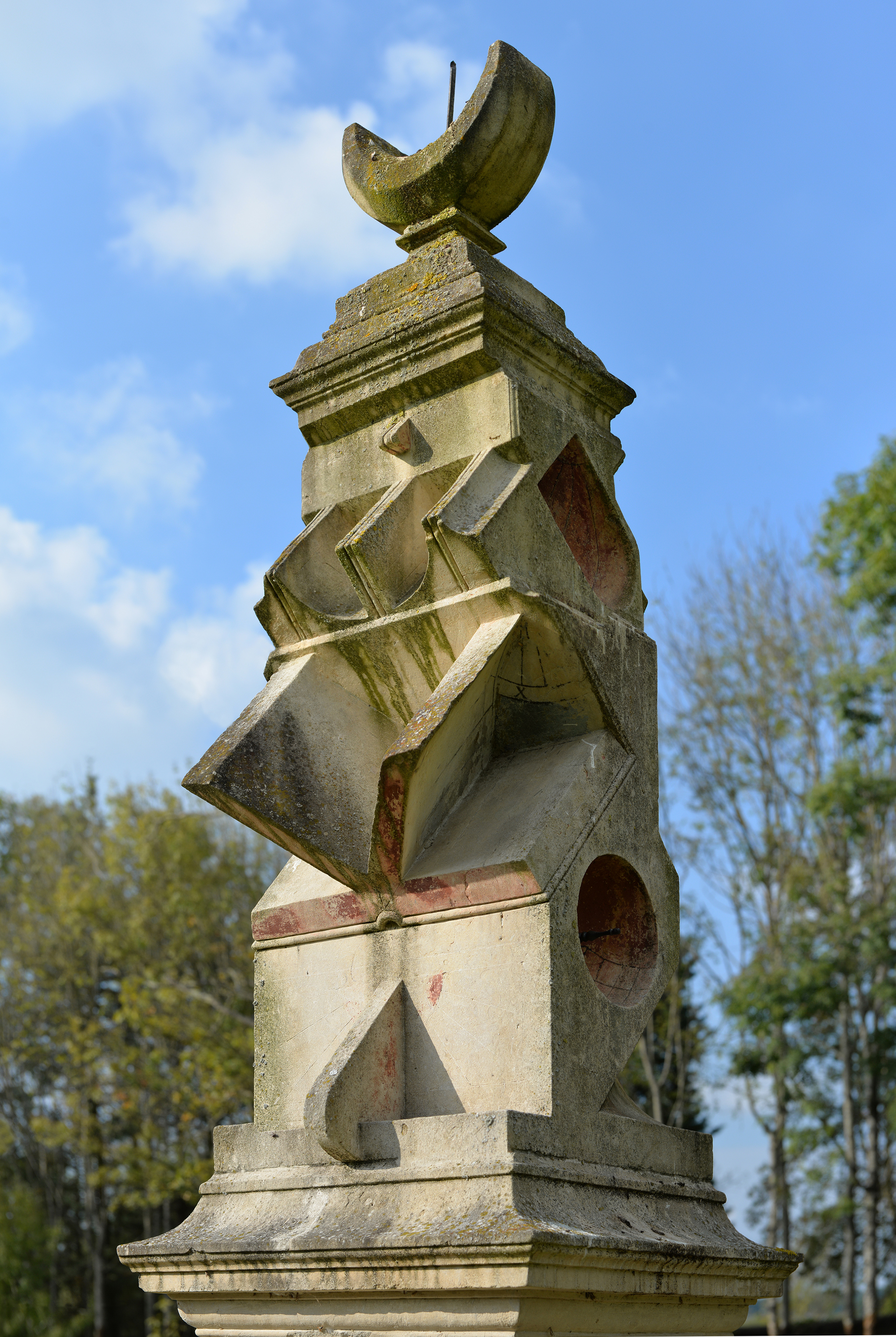
Cadran solaire de la Groirie.

  - Bagneux : gnomon de Bagneux, dans le parc de la maison de Richelieu
  - Cravans : cadran solaire de Beaumont
  - Griesbach : Bloc gnomonique du Moulin de Griesbach[5],[6]
  - Ottrott : cadran solaire du mont Sainte-Odile (24 cadrans)[7]
  - Rétaud : cadran solaire de Rétaud
  - Vitré : Château des Rochers Sévigné (20 cadrans)
  - Yvré-l'Évêque : cadran solaire de la Groirie (28 cadrans)
- A Monaco
  - Cadran de Fontvielle
- Au Royaume-Uni :
  - Édimbourg : cadran solaire du palais de Holyrood

### Articles connexes

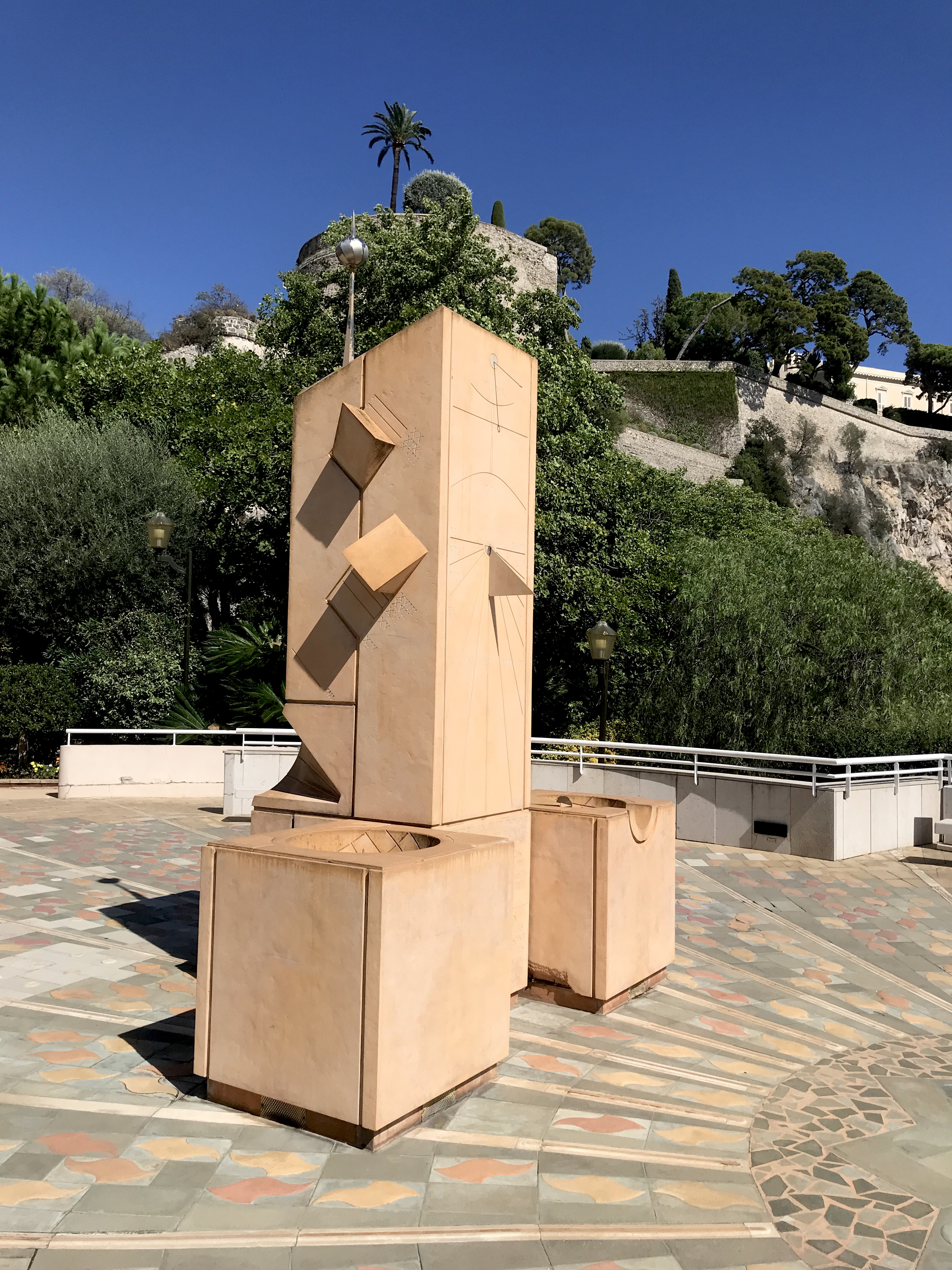
Bloc gnomonique de Fontvieille